# Construct 2
Construct 2 — це заснований на HTML5 конструктор 2D ігор, розроблений компанією Scirra. Конструктор спрямовано в першу чергу на людей, які не розуміються в програмуванні, дозволяючи швидко створювати ігри способом Drag-and-drop з використанням візуального редактора та логічної системи, заснованої на принципі поведінки та реакції. Construct 2 є прямим нащадком попередньої версії програми, Construct Classic.

## Функції

### Система «Події та Дії»
Як і в Construct Classic, основним методом програмування ігор та додатків у Construct 2 є використання «листів подій» (англ. event sheets), що схожі на файли рушія, які використовуються у мовах програмування. Коли виконується умова, задана користувачем в листі подій, слід за нею виконується дія чи функція.

### Система «Поведінки»
Особливістю Construct 2 в порівнянні з іншими конструкторами є так названі «поведінки» (англ. behaviors). Поведінка — це заздалегідь заготовлений набір (шаблон) властивостей об'єкта. Поведінки потрібні для прискорення процесу розробки гри, коли користувач не задає всі властивості сам в листі подій, а просто користається необхідним шаблоном. Прикладом поведінки є 8 direction, яка дозволяє переміщувати об'єкт у восьми напрямках за допомогою клавіш.

### Підтримка сторонніх плагінів
Розробники Construct 2 забезпечують та навіть заохочують створення плагінів від сторонніх розробників. Так, на офіційному сайті можна знайти поради та уроки з написання та налаштування плагінів для коректної роботи. Всі плагіни Construct 2 написано на Javascript.

## Підтримувані платформи

### HTML5
Основні експортні платформи побудовано на HTML5. Це означає підтримку через Google Chrome, Firefox, Internet Explorer 9+, Safari 6+ і Opera 15+ серед настільних браузерів, а також підтримкою Safari в iOS 6+, Chrome та Firefox для Android, Windows Phone 8+, BlackBerry 10+ і Tizen.
Крім того, Construct 2 здатен експортувати в деякі інтернет-майданчики та магазини, серед яких Facebook, інтернет-магазин Chrome, Amazon Appstore, власний майданчик Scirra Arcade та Kongregate.

### Настільні операційні системи
Construct 2 забезпечує прямий експорт до Windows, OS X, 32-бітні та 64-бітні версії Linux, за допомогою Node-Webkit. Експорт робиться задля того, щоб користуватися деякими особливостями, які не підтримуються HTML5. 23 жовтня 2012 року Scirra також оголосила про повну підтримку нового інтерфейсу Windows 8 під назвою Metro, в тому числі покупки в додатку, сенсорний ввід, керування плитками, акселерометр тощо.

### Мобільні платформи
Також Construct 2 підтримує експорт на рідні мобільні платформи iOS та Android, але шляхом використання сторонніх технологій, таких як CocoonJS, PhoneGap та Crosswalk. На жаль, через відсутність власного експортера погано оптимізовані додатки можуть суттєво сповільнювати швидкодію на мобільних платформах.
В iOS ви можете запускати створені гри з Construct 2 в вебдодатку, без підключення до Інтернету [Архівовано 30 грудня 2019 у Wayback Machine.]. Даний спосіб дозволяє експортувати гру в html. Після цього ви завантажуєте гру на сайт, заходьте з мобільного пристрою iOS, і зберігаєте гру на робочий стіл.

### Консолі
20 січня 2014 року Scirra оголосила, що в Construct 2 буде забезпечено підтримку ігрової консолі Wii U. У тому ж році було випущено плагін, який дозволяє робити додатки сумісними з Nintendo Web Framework. Жодної інформації стосовно підтримки інших консолей не оголошувалося.

## Вартість
Існує декілька видів ліцензії Construct 2:
Personal — для окремих інді-розробників, з можливістю обмеженого комерційного використання (заробивши на грі понад 5000$, користувач зобов'язаний зробити апгрейд ліцензії до Business). Вартість ліцензії складає 129.99$.
Business — для професійних ігрових студій з необмеженою можливістю комерційного використання. Коштує 429.99$
Free — безплатна демонстраційна версія рушія з суттєвими обмеженнями (неможливість створити понад 100 подій в проєкті, заборона використання families, відсутність експорту окрім як на HTML5 тощо). Комерційне використання заборонене.
Site — спеціальна версія для навчальних закладів вартістю 359.99$ на рік.